# Josef Karst

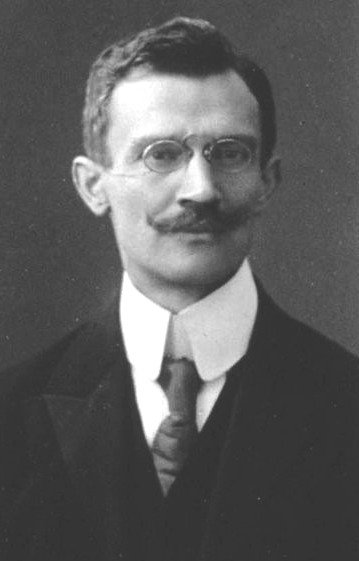
Josef Karst, 1913

Josef Karst (auch Joseph Karst; * 1. April 1871 in Bettringen bei Holving, Lothringen; † 1962) war ein deutscher Orientalist, der sich insbesondere mit der armenischen Sprache beschäftigte. 

## Leben
Josef Karst wurde im Januar 1899 an der Universität Straßburg mit einer Dissertation zu Aussprache und Vokalismus des Kilikisch-Armenischen promoviert. Er war Professor für orientalische Philologie, allgemeine vergleichende Sprachwissenschaft und Altertumskunde an der Universität Straßburg.
Er publizierte die Übersetzung der in einer armenischen Fassung überlieferte Chronik des Eusebius von Caesarea und machte sie so der Wissenschaft zugänglich.

## Veröffentlichungen (Auswahl)
- Aussprache und Vokalismus des Kilikisch-Armenischen. Erster Teil einer historisch-grammatischen Darstellung des Kilikisch-Armenischen. Trübner, Strassburg 1899 (= Dissertation).
- Historische Grammatik des Kilikisch-Armenischen. Trübner, Strassburg 1901 (Digitalisat).
- Grundriss der Geschichte des armenischen Rechtes. In: Zeitschrift für vergleichende Rechtswissenschaft Bd. 19, 1906 und 20, 1907 (Digitalisat).
- Eusebius Werke fünfter Band. Die Chronik aus dem Armenischen übersetzt mit textkritischem Commentar (= Die griechischen christlichen Schriftsteller der ersten drei Jahrhunderte Bd. 20). Hinrichs, Leipzig 1911 (Digitalisat).
- Grundsteine zu einer mittelländischasianischen Urgeschichte. Harrassowitz, Leipzig 1928.
- Geschichte der armenischen Philologie in kritischer Beleuchtung nach ihren ethnologischen Zusammenhängen dargestellt. Winter, Heidelberg 1930.
- Atlantis und der liby-äthiopische Kulturkreis. Winter, Heidelberg 1931.
- Grundzüge einer vergleichenden Grammatik des Ibero-Kaukasischen. Heitz, Leipzig 1932.
- Mythologie arméno-caucasienne et hétito-asianique. Heitz, Strassburg 1948.